# Лейк (окръг, Минесота)
Вижте пояснителната страница за други населени места с името Лейк.
Окръг Лейк (на английски: Lake County в превод езеро) е окръг в щата Минесота, Съединени американски щати. Площта му е 7747 km², а населението - 11 058 души (2000). Административен център е град Ту Харбърс.